# Magnus Powell

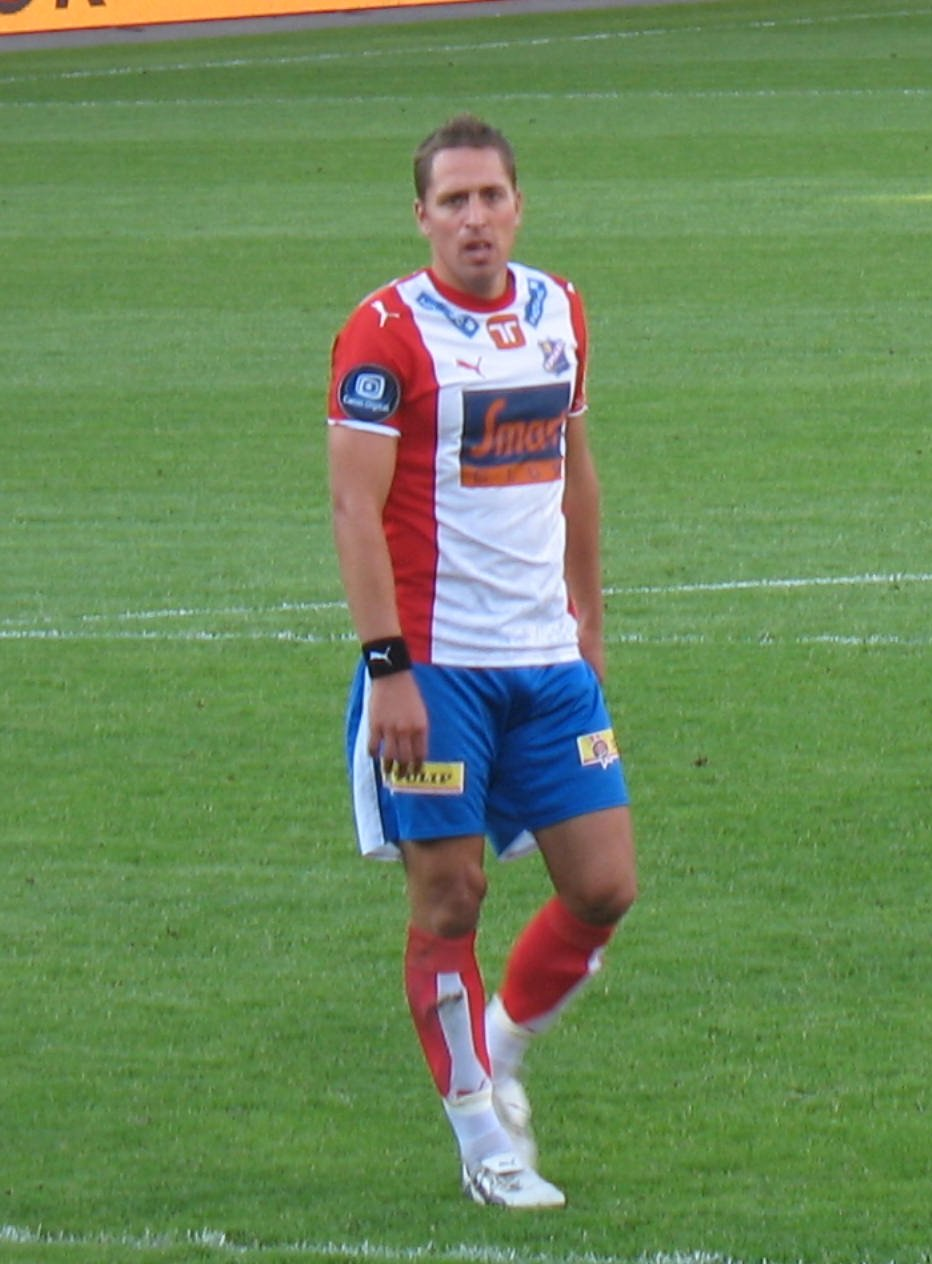
Powell im Trikot von Lyn Oslo (Juni 2007)

Magnus Powell (* 28. Oktober 1974 in Örnsköldsvik) ist ein ehemaliger schwedischer Fußballspieler. Der Mittelfeldspieler bestritt seine Karriere in Schweden und Norwegen.

## Werdegang
Powell spielte in der Jugend bei Husums IF, für den sein Vater Ronnie Powell als Spieler und Trainer aktiv war, und Ärnas IF. 1991 wechselte er zu Örebro SK, wo er zunächst ebenfalls Jugendspieler war, aber in der Erstliga-Spielzeit 1991 zu seinem ersten Einsatz in der Allsvenskan kam. Zwei Jahre später etablierte er sich in der ersten Mannschaft und trug schließlich in der Spielzeit 1994 an der Seite von Mirosław Kubisztal, Christer Fursth und Mattias Jonson mit fünf Saisontoren zur Vizemeisterschaft hinter dem von Roger Gustafsson betreuten IFK Göteborg bei.
Powell wechselte Anfang 1995 gemeinsam mit Fursth innerhalb der Allsvenskan zum Helsingborgs IF. Neben Martin Pringle, Jesper Ljung und Jonas Dahlgren gehörte er auf Anhieb zu den Stammkräften in der Offensive des Klubs und wurde erneut hinter dem IFK Göteborg Vizemeister. Auch in den folgenden Jahren blieb er regelmäßiger Torschütze und platzierte sich mit der Mannschaft im vorderen Tabellenbereich. War er mit der Mannschaft am Ende der Spielzeit 1998 als Vizemeister hinter AIK erneut in den UEFA-Pokal eingezogen, stand zum Saisonende der folgenden Spielzeit der Gewinn des Von-Rosens-Pokals für den schwedischen Meistertitel. Die von Åge Hareide betreute Mannschaft um Arild Stavrum, Sven Andersson, Ola Nilsson und Andreas Jakobsson, für die Powell acht Saisontore erzielt hatte, distanzierte den Vorjahresmeister AIK um einen Punkt.
Als amtierender Meister verließ Powell Schweden und schloss sich dem norwegischen Klub Lillestrøm SK an. Unter Trainer Arne Erlandsen lief er an der Seite von Pål Strand, Arild Sundgot, Gylfi Einarsson sowie seiner Landsleute Christer Mattiasson und Magnus Kihlberg in der Tippeligaen auf. Hatte er in seiner ersten Spielzeit lediglich vier Tore erzielt, zählte er in der Spielzeit 2001 mit 13 Saisontoren zu den besten Torschützen und lag vier Tore hinter dem Torschützenkönigtrio Thorstein Helstad, Frode Johnsen und Clayton Zane. Damit erreichte er mit seiner Mannschaft die Vizemeisterschaft hinter Serienmeister Rosenborg BK. Dies blieb seine persönlich erfolgreichste Spielzeit und auch die Mannschaft konnte in den folgenden Spielzeiten nicht an den Erfolg anknüpfen und rutschte ins Mittelfeld der Tabelle ab. Am Ende der Spielzeit 2005, die der von Uwe Rösler trainierte Klub als Tabellenvierter beendet hatte, traf Powell mit seiner Mannschaft um Spieler wie Robert Koren, Bjørn Helge Riise und Claus Reitmaier im Endspiel um den norwegischen Landespokal auf Molde FK. Nachdem der Konkurrent durch Tore von Rob Friend und Madiou Konate in Führung gegangen war und Khaled Mouelhi zwischenzeitlich ausgeglichen hatte, gelang Aril Sundgot in der Nachspielzeit der Ausgleichstreffer, der eine Verlängerung erzwang. Dort erzielten Daniel Berg Hestad und John Andreas Husøy zwei weitere Tore für Molde FK und, da die anschließende Einwechslung von Magnus Myklebust für Powell keinen Effekt zeitigte, entschieden damit das Endspiel für ihre Farben.
Nach sechs Spielzeiten bei Lillestrøm SK wechselte Powell Anfang 2006 innerhalb der Tippeligaen zu Lyn Oslo, wo er auf seine Landsmänner Eddie Gustafsson, Johan Dahlin und Henrik Dahl traf. In den ersten beiden Jahren noch über weite Strecken Stammspieler, saß er in der Spielzeit 2008 oftmals zu Spielbeginn auf der Ersatzbank. Im Sommer 2008 verließ er den Klub daher auf Leihbasis in Richtung Heimatland und schloss sich GIF Sundsvall an. Bis zum Saisonende lief er in zwölf Partien für den Erstligaaufsteiger auf, trotz eines Saisontores konnte er jedoch den direkten Wiederabstieg in die Superettan nicht verhindern.
Nach Ende der Spielzeit beendete Powell seine aktive Laufbahn und wechselte als Assistenztrainer in den Trainerstab von Sören Åkeby. Mit dem Klub verpasste er jedoch den direkten Wiederaufstieg in die Allsvenskan. Am Ende des Jahres zog er erneut nach Norwegen und nahm ein Angebot seiner ehemaligen Spielstation Lillestrøm SK wahr, als Nachwuchstrainer und Ausbilder für Jugendtrainer zu arbeiten.